# Cartoon Saloon
Cartoon Saloon is een Ierse studio gevestigd in Kilkenny die animatiefilms, kortfilms en televisiewerk levert. De studio is vooral bekend om zijn animatiefilms The Secret of Kells, Song of the Sea, The Breadwinner en Wolfwalkers. De studio kreeg vier Academy Award-nominaties , hun eerste drie lange speelfilms ontvingen allemaal een nominatie voor beste animatiefilm en een voor beste korte animatiefilm (Late Afternoon). De studio heeft vanaf 2020 driehonderd animatoren in dienst.

## Geschiedenis
Cartoon Saloon werd in 1999 in Kilkenny opgericht door Tomm Moore, Nora Twomey en Paul Young. De drie waren allemaal alumni van de animatieopleiding van het Ballyfermot College of Further Education. De studio begon datzelfde jaar aan een trailer voor hun eerste speelfilm The Secret of Kells. De film ging echter pas in 2005 volledig in productie; het bedrijf animeerde bedrijfswerk, zoals reclameadvertenties terwijl ze op zoek waren naar financiering. Ondertussen was de studio van twaalf animatoren afhankelijk van commercieel en zakelijk werk, waaronder website-ontwerp en cd-romproductie, waarbij Paul Young zich concentreerde op illustratie, terwijl Tomm Moore de animatie voor zijn rekening nam.
Zowel The Secret of Kells als de tweede speelfilm Song of the Sea werden geïnspireerd door The Thief and the Cobbler en Mulan terwijl de oprichters op de universiteit zaten. Tomm Moore, de regisseur van beide films, zei: "Sommige vrienden van de universiteit en ik werden geïnspireerd door Richard Williams' onvoltooide meesterwerk The Thief and the Cobbler en de Disneyfilm Mulan, die inheemse traditionele kunst als uitgangspunt nam voor een prachtige stijl van 2D-animatie. Ik had het gevoel dat iets soortgelijks kon worden gedaan met Ierse kunst. Een ontmoeting met Les Armateurs in 2001 bleek de doorbraak in de pogingen om financiering te krijgen voor The Secret of Kells, het bedrijf hielp bij de productie van de uiteindelijke film.
Het succes en de Oscarnominatie van de film in 2009 leidden tot grote aanbiedingen voor Cartoon Saloon, maar de studio koos ervoor om onafhankelijk te blijven. Dit leidde tot een paar jaar financiële moeilijke tijden voor het bedrijf, waarbij de partners persoonlijke leningen moesten afsluiten om de studio draaiende te houden. Sinds de oprichting is Cartoon Saloon uitgegroeid tot een meermaals bekroonde animatie- en illustratieontwerpstudio.
Vanaf 2019 is Cartoon Saloon in preproductie van zijn televisieserie Dorg van Dango, Tomm Moore's derde speelfilm Wolfwalkers, en Nora Twomey's tweede speelfilm voor Netflix, My Father's Dragon.

## Diensten
De studio biedt animatie-, illustratie- en ontwerpdiensten voor klanten variërend van Disney tot BBC tot Cartoon Network.
Cartoon Saloon leverde in 2014 ook de graphics voor de succesvolle Emperor of the Irish-tentoonstelling in het Trinity College Dublin.

## Filmografie
* = Oscarnominatie

### Speelfilms

#### Uitgebrachte films
| Titel                | Datum van publicatie | Begroting       | Bruto           | Rotten Tomatoes | Metacritic |
| -------------------- | --- | --------------- | --------------- | --------------- | ---------- |
| The Secret of Kells* | 3 maart 2009 19 maart 2010 (US)                                                                                            | US$ 8 miljoen   | US$ 3,5 miljoen | 90%             | 81         |
| Song of the Sea*     | 19 december 2014 (VS) 10 juli 2015 (VK en Ierland)                                                                         | US$ 7,5 miljoen | US$ 4,4 miljoen | 99%             | 85         |
| The Breadwinner*     | 17 november 2017 (VS) 25 mei 2018 (VK en Ierland)                                                                          | US$ 10 miljoen  | US$ 4,4 miljoen | 95%             | 78         |
| Wolfwalkers          | 30 oktober 2020 (UK Limited) 13 november 2020 (US Limited) 4 december 2020 (Ireland Limited) 11 december 2020 (Apple TV +) | TBA             | US$ 229.041     | 99%             | 87         |

#### Toekomstige films
|   | Titel              | Releasedatum | Ref. |
| - | ------------------ | ------------ | ---- |
| 5 | My Father's Dragon | 2021         |      |

### Korte films
| Titel                                         | Datum van publicatie |
| --------------------------------------------- | -------------------- |
| From Darkness                                 | 13 juli 2002         |
| Backwards Boy (ook bekend als Cúilín Dualach) | 16 oktober 2004      |
| Old Fangs                                     | 1 juli 2009          |
| Somewhere Down the Line                       | 12 juli 2014         |
| The Ledge End of Phil: From Accounting        | 15 November 2014     |
| Late Afternoon*                               | 2018                 |
| There's a Monster in My Kitchen               | 22 oktober 2020      |

### Televisieseries
| Titel          | Premièredatum | Einddatum | Netwerk                                                    |
| -------------- | ------------- | --------- | ---------------------------------------------------------- |
| Skunk Fu!      | 2007          | 2008      | CBBC                                                       |
| Puffin Rock    | 2015          | 2016      | RTÉjr / Nick Jr. / Netflix                                 |
| Ellie the Ace  |               |           |                                                            |
| Dorg Van Dango | 2020          |           | Nickelodeon / Family Channel, gecoproduceerd met Wildbrain |
| Vikingskool    | 2021          |           | Disney +                                                   |

### Televisie-pilotaflevering
| Titel                       | Opmerkingen |
| --------------------------- | ----------- |
| Eddie of the Realms Eternal |             |

## Andere werken

### Coproducties
| Jaar | Titel              | Rol               | Opmerkingen                                 |
| ---- | ------------------ | ----------------- | ------------------------------------------- |
| 2010 | Santa's Apprentice | Coproductie       | Animatieproductie door Gaumont Alphanim     |
| 2012 | Moon Man           | Coproductie       | Animatieproductie door Schesch Filmkreation |
| 2014 | The Prophet        | Segment (On Love) | Animatieproductie door Ventanarosa          |